# 命運之力
《命運之力》（義大利語：La forza del destino）是由朱塞佩·威尔第作曲的四幕歌劇。意大利文劇本由皮亞威（Francesco Maria Piave）編寫。歌劇劇本乃改編自里瓦斯（Rivas）公爵薩維德拉（Angel de Saavedra）編寫的西班牙戲劇《唐·阿瓦羅，或命運之力》（Don Alvaro o La Fuerza de Sino，1835年），而其中一幕是改編自弗里德里希·席勒的作品《華倫斯坦營地》（Wallensteins Lager）。
《命運之力》是一部著名歌劇，有多個錄音版本，經常重演。

## 背景
威爾第在1861年接受聖彼得堡皇家歌劇院的委託，進而開始創作此劇。

### 首演
歌劇於1862年11月10日在聖彼得堡Bolshoi Kamenny Theatre首演。
歌劇幾經修訂後，於1863年在羅馬演出（使用《唐·阿瓦羅》之名），2月於馬德里上演時，戲劇原作者薩維德拉亦出席欣賞。1865年，歌劇於紐約及維也納演出。1866年於布宜諾斯艾利斯及1867年於倫敦上演。
奇世藍多尼後來對劇本增加了部份內容，再由威尔第修訂樂曲。經修訂的版本於1869年2月27日在米蘭斯卡拉歌劇院首演，威爾第親自指揮演出。此最後修訂的版本亦被是現時的標準版本。

## 角色

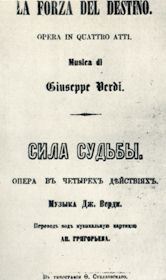
首份雙語版本的《命運之力》劇本——聖彼德堡，1862年

- 侯爵之女（Donna Leonora）—女高音
- 混血青年（Don Alvaro）—男高音
- 侯爵之子（Don Carlo di Vargas）—男中音
- 吉卜賽女人（Preziosilla）—女中音
- 修道院長神父（Padre Guardiano）—男低音
- 修士（Fra Melitone）—男中音
- 卡拉塔華（Marchese di Calatrava）侯爵— 男低音
- Leonora的女僕（Curra）—女高音
- 村長—男低音
- 趕驢人（Trabuco）—男高音
- 西班牙軍醫—男高音
- 西班牙及意大利農民、西班牙及意大利士兵、聖方濟會修士、農女—合唱團

## 劇情大意
男主角阿爾瓦羅愛上了門第高貴的侯爵卡拉特拉瓦的女兒萊奧諾拉，但遭到侯爵的反對。他們相約私奔，又被侯爵發現。意外中，阿爾瓦羅打死了侯爵。為躲避侯爵之子唐卡洛的復仇，這對戀人只得出逃。倉惶中，二人走散。為了避開其兄的追蹤，萊奧諾拉女扮男裝。四處尋找愛人未遇後，她逃到一家修道院附近的山洞中隱居。阿爾瓦羅找不到萊奧諾拉，只得更名從戎。在戰爭中，阿爾瓦羅救了唐卡洛一命，但由於兩人都換了名字，而又從未見過面，因此互相沒有認出來。直到後來阿爾瓦羅負傷，唐卡洛從其書信中才發現這個救命恩人原來正是自己一直在尋找的仇人。阿爾瓦羅傷癒後，尋萊奧諾拉至修道院，唐卡洛追蹤前來決鬥。在決鬥中，唐卡洛身負重傷，阿爾瓦羅找人救援，意外地在山洞中找到了萊奧諾拉。萊奧諾拉來到她哥哥身邊，但是懷著憤恨的唐卡洛用盡最後的力氣把她刺殺，兄妹倆雙雙倒臥在血泊中。最後，阿爾瓦羅在附近懸崖跳下自殺。

## 音樂
威爾第歌劇的序曲不若羅西尼出名，不過《命運之力》的序曲却經常單獨演出或錄音。序曲使用大量管樂器，尤其以銅管樂器為甚（法國號四部、長號三部）。由於相當受歡迎的緣故，序曲有多種改編版本，包括管樂、擊樂、節奏樂隊等等。現代流行文化中使用的例子有，電影戀戀山城的主題曲。

## 評價
《命運之力》在修道院一景的音樂是相當成功的，不同於《拿布果》或《倫巴第人在第一次十字军中》（I lombardi alla prima crociata）音樂的戲劇衝擊性，此處修道院的配樂維持了宗教性的謙恭、敬畏和崇敬。另外，修士一角為此劇帶來的喜劇氣氛，非常富有幽默感，是當中的亮點。

## 外部連結
- Opera Guide - 故事，劇本，重點
- 威爾第《命運之力》：国际乐谱典藏计划上的乐谱